# Alligator (сингл)
«Alligator» — сингл южнокорейского хип-хоп бой-бэнда Monsta X, выпущенный 18 февраля 2019 года на лейблах Starship Entertainment и Kakao M.

## Выпуск и продвижение
Сингл вошёл во второй студийный альбом группы Take.2 We Are Here 18 февраля 2019 года, в этот же день вышла экранизация в виде клипа. После выхода сингла, группа начала продвигаться на корейских музыкальных шоу, они победили на четырёх из них, 26 февраля на The Show, 27 февраля на Show Champion, 28 февраля на M Countdown и 1 марта на Music Bank.
Версия на японском языке вышла 7 мая в виде цифрового сингла на японский язык, а 12 июня на компакт-диске вместе с японским синглом «Swish».

### Варианты изданий
Композиция вошла в CD-версию альбома Take.2 We Are Here. 12 июня 2019 года вышла японская физическая версия в двух лимитированных и одной стандартной версии. Во всех версиях имеется компакт-диск с двумя треками. В обе лимитированные версии вошёл DVD-диск, в версии A содержится экранизация в виде клипа на японском языке сингла «Alligator» и процесс съемки клипа для него, в версию B также содержит версия клипа на японском языке «Alligator» и процесс его создания и клип на японский трек «Swish». В стандартную же версию входит одна коллекционная карточка.

## Жанр и тематика песни
«Alligator» является танцевальным треком, сочетающим в себе такие жанры, как EDM и хип-хоп. Авторами лирики стали Со Джи-Ым, ранее написавшая текст к синглу группы «Shoot Out», а также Им Чангюн и Ли Чжухон. Над композицией работали Андреас Оберг, Даниэль Ким, Stereo14, Кевин Чардж и Райан Скотт. В Billboard отметили, что темой композиции является «драматически изобразить намерения кого-то, стремящегося привлечь внимание романтического интереса».

## Видеоклип

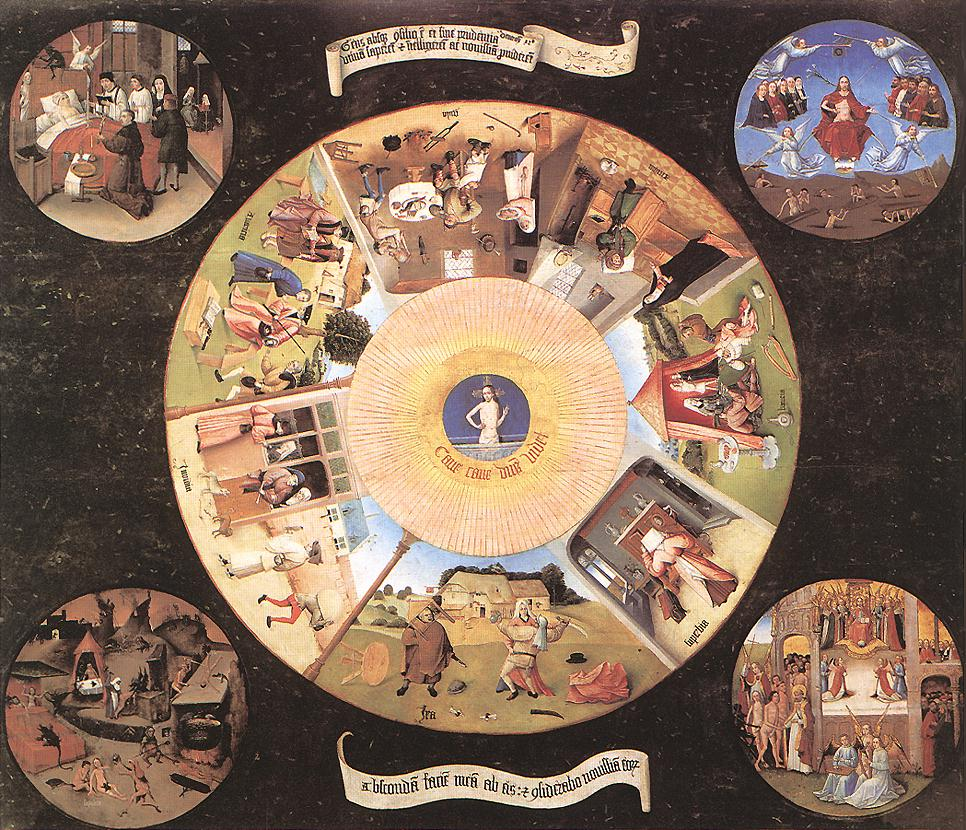
В видеоклипе участники Monsta X представляют собой семь смертных грехов христианства, продолжая сюжетную линию прошлого клипа «Shoot Out»

Видеоклип на песню сюжетно фигурирует с прошлым клипом группы «Shoot Out», который представляет собою концепцию семи смертных грехов христианства. Спичечный коробок с надписью «гнев», на котором Шону спичку, появляется в начале этого, также присутствует плакат с текстом «Семь смертных грехов — причина апокалипсиса». Вонхо находится в спальне и держит в руках красное яблоко, что является отсылкой к первородному греху Адама и Евы в Эдемском саду, он характеризует грех лени. Как и в прошлом клипе, Хёнвон находится в троне, символизируя грех жадности. После сжигания карты зависти в «Shoot Out» I.M оказывается в камере, наблюдая за другими людьми и версиями самого себя. Шону, имея спичечный коробок, также из прошлого клипа может поджечь «мстительный огонь», который помогает другим участникам сбежать из камер.

## Восприятие

### Коммерческий успех
Корейская версия композиции дебютировала в чарте World Digital Songs Billboard на пятом месте, а в K-Pop Hot 100 на 21. Японская версия также имела коммерческий успех. Она дебютировала в чарте Japan Hot 100 в Billboard Japan и в чарте японских синглов Oricon на 2 месте. Также японоязычная версия трека получила золотую сертификацию RIAJ в Японии.

### Реакция критиков
Хонг Дам-Ён из The Korea Herald в интервью с группой отметил, что она сохраняет «агрессивный хип-хоп настрой» и охарактеризовал её, как «мощная песня построена на мрачной теме аллигатора, животного, которое обитает в болотах и охотится на добычу, являющаяся символом молчаливой интенсивности». Руби С из NME в своём списке «Каждая песня MONSTA X ранжирована в порядке возрастания» поставил композицию на 23 место и написал, что рэп-линия включает в «этот такт в их интенсивный обмен раз-два». Крис Джиллетт, рецензируя второй японский альбом Phenomenon, переходя к японской версии песни считает, что группа «чувствует себя немного не в ладу с общим тоном остальной части альбома — следуя стилю EDM предыдущих релизов — их заразительная энергия неоспорима и, вероятно, будет столь же успешной, как и оригинальные версии».

## Список композиций
| №  | Название    | Текст песни            | Музыка                                                         | Длительность |
| -- | ----------- | ---------------------- | -------------------------------------------------------------- | ------------ |
| 1. | «Alligator» | Чжухон, I.M, Со Джи-Ым | Андреас Оберг, Даниэль Ким, Stereo14, Кевин Чардж, Райан Скотт | 3:12         |

| №                   | Название                       | Текст песни                          | Музыка                                                         | Длительность |
| ------------------- | ------------------------------ | ------------------------------------ | -------------------------------------------------------------- | ------------ |
| 1.                  | «Alligator (Japanese Version)» | Чжухон, I.M, Со Джи-Ым, YVES & ADAMS | Андреас Оберг, Даниэль Ким, Stereo14, Кевин Чардж, Райан Скотт | 3:14         |
| 2.                  | «Swish»                        | ZERO                                 | Йохан Беккер, Андреас Оберг, Робин Падам, Джонатан Гусмарк     | 3:31         |
| Общая длительность: | Общая длительность:            | Общая длительность:                  | Общая длительность:                                            | 6:45         |

## Награды и номинации
| Программа     | Телеканал | Дата получения  | Прим. |
| ------------- | --------- | --------------- | ----- |
| The Show      | SBS M     | 26 февраля 2019 | [ 3 ] |
| Show Champion | MBC M     | 27 февраля 2019 | [ 2 ] |
| M Countdown   | Mnet      | 28 февраля 2019 | [ 4 ] |
| Music Bank    | KBS       | 1 марта 2019    | [ 5 ] |

| Год  | Организация       | Номинация                                          | Результат | Прим.  |
| ---- | ----------------- | -------------------------------------------------- | --------- | ------ |
| 2019 | Mnet Music Awards | «Песня года»                                       | Номинация | [ 18 ] |
| 2019 | Mnet Music Awards | «Лучшее танцевальное выступление - мужская группа» | Номинация | [ 18 ] |

## История релиза
| Дата            | Территория | Лейбл                           | Формат               |
| --------------- | ---------- | ------------------------------- | -------------------- |
| 18 февраля 2019 | Мир        | Starship Entertainment, Kakao M | Цифровая дистрибуция |
| 12 июня 2019    | Япония     | Universal Music Japan           | Компакт-диск         |

## Сертификации
| Регион | Сертификация | Продажи |
| ------ | ------------ | ------- |
| Япония | Золотая      | 170,292 |